# Monte Erngata

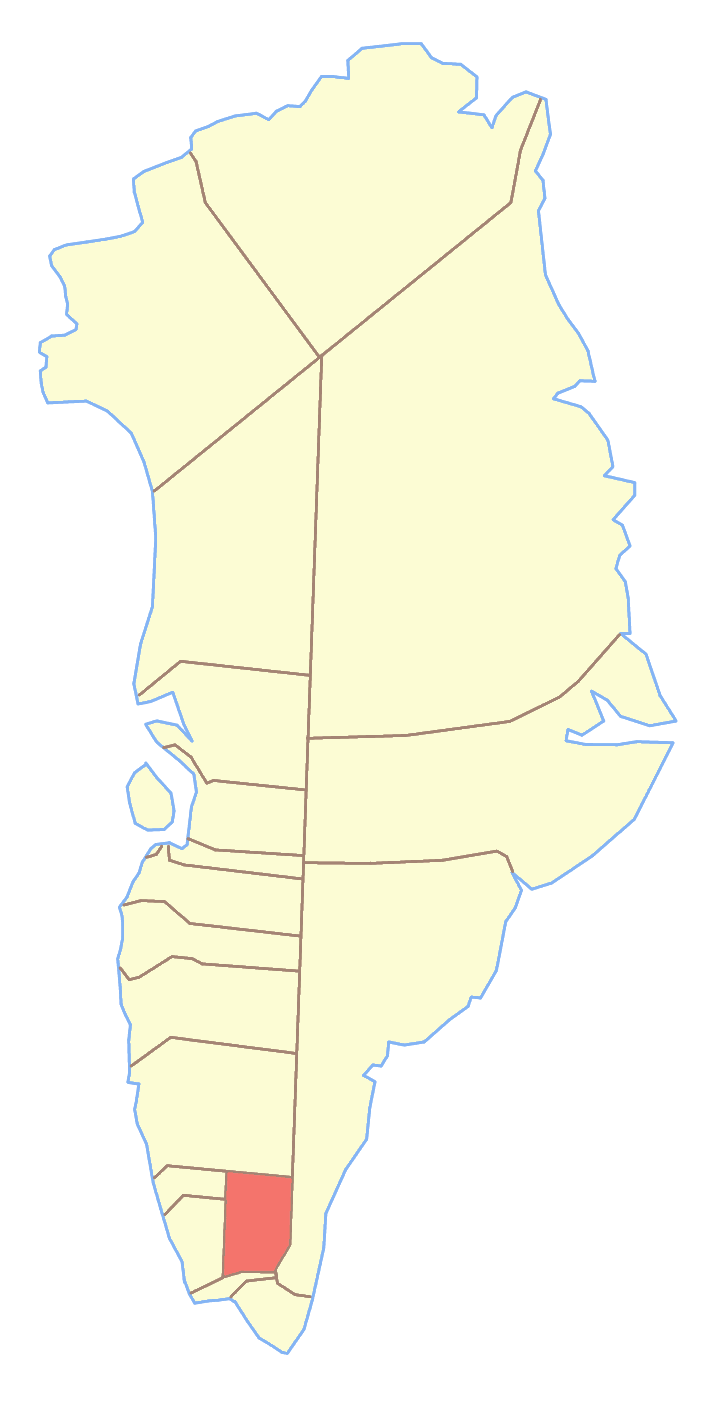
Ex comune di Narsaq, dove si trovava il Monte Erngata

Il monte Erngata (groenlandese: Erngata Qaqqaa) è una montagna della Groenlandia di 749 m. Si trova a 61°17'N 45°34'O; appartiene al comune di Kujalleq.